# Raši
Rabi Šlomo Jicchaki, hebrejsky רבי שלמה יצחקי‎, někdy též Rabi Šlomo ben Jicchak (רבי שלמה בן יצחק‎), známější pod akronymem Raši (‏רש״י‎) (28. února 1040, Troyes – 13. července 1105, tamtéž) byl židovský učenec žijící a působící v severní Francii. Byl komentátor Bible, Talmudu a Midrašů.
Jeho komentář k Bibli tvoří základ tradičního studia biblických textů v judaismu a jeho slavný komentář k Talmudu je dosud považován za nepřekonaný. Tato díla dělají z Rašiho jednu z nejvýznamnějších postav židovského náboženství, kultury a historie. Jeho komentáře se staly známými a respektovanými i v nežidovském prostředí a např. Mikuláš Kusánský se ve svém díle De docta ignorantia zmiňuje o Rašim jako o „Rabbi Salomonovi“. V některých českých textech je možné setkat se také se jménem „Šalamoun ben Izák“ apod.

## Život
Raši se narodil v Troyes, tehdejším hlavním městě oblasti Champagne a centru obchodu. O jeho dětství a mládí máme velmi sporé informace, většina údajů o jeho životě jsou nepodložené legendy. Mezi takové patří pověsti o jeho matce, která se během těhotenství ocitla v nebezpečí, avšak přitiskla se ke zdi, která ji zázračně ukryla, jiná legenda popisuje jeho otce, který zahodil cenný drahokam do moře, než aby jej odevzdal křesťanům, kteří jej chtěli využít pro své potřeby. Nebeský hlas mu měl poté oznámit narození syna, který osvětlí svět svou moudrostí. Jako dítě se Raši pravděpodobně naučil řadu věcí souvisejících s obchodem a řadu řemeslných činností, včetně zemědělství – všechny tyto všeobecné znalosti pak využil ve svých komentářích, kdy udivuje obrovskou znalostí činností a prací tehdejšího života.
Vzdělání začal získávat v domovském městě, v mladém věku se oženil (jak bylo v té době zvykem) a odešel studovat do tehdejšího centra aškenázské židovské učenosti, Mohuče a Wormsu, kde byli jeho učiteli hlavní autority aškenázského židovstva. Ve věku 25 let se vrátil do Troyes, ale s ješivami v Mohuči i Wormsu zůstal stále v kontaktu. Přítomnost Rašiho znamenala mnoho pro rozvoj židovské učenosti v severní Francii, která vždy soutěžila o post centra s Porýním. Kolem roku 1170 Raši zakládá vlastní školu, kdy u něj studují především jeho příbuzní, mezi nejznámějšími Simcha ben Šmu’el z Vitry. Raši neměl mužské potomky, ale tři dcery, které se vdaly za významné učence své doby. Jedna z jeho dcer, Jocheved, si vzala rabiho Me’ira ben Šmu’ela a jejich čtyři synové se stali jedněmi z nejznámějších židovských učenců a zakladateli školy tosafistů. Byli to Jicchak ben Me’ir (Ribam), Šmu’el ben Me’ir (Rašbam), Šlomo ben Me’ir a Ja’akov ben Me’ir, známý jako Rabejnu Tam, nejmladší a nejslavnější ze všech čtyř bratrů. (Mezi Rašiho potomky patří například také pozdější pražský rabín Ezechiel Landau). V Troyes pokračoval ve své komentátorském díle, které mu získalo světový věhlas. Část komentáře k Talmudu již nestihl dokončit a je dílem některého z jeho vnuků či žáků. Podle tradice zemřel, když psal slovo tahor, „čistý“ v komentáři k traktátu Makot 19b, 29 tamuzu.
Poslední léta Rašiho života byla zkalena tragickými událostmi okolo křížových výprav, kdy při masakrech spáchaných křižáky Raši ztratil i řadu svých žáků a příbuzných. Podle další z legend předpověděl neúspěch Godefroie z Bouillonu a to, že se z celého vojska vrátí sám, pouze se třemi koňmi.
Místo Rašiho posledního odpočinku nebylo dlouho známo. Teprve v nedávné době se podařilo lokalizovat místo židovského hřbitova v Troyes a na jeho místě byl vztyčen pomník připomínající Rašiho působení a život.

## Dílo

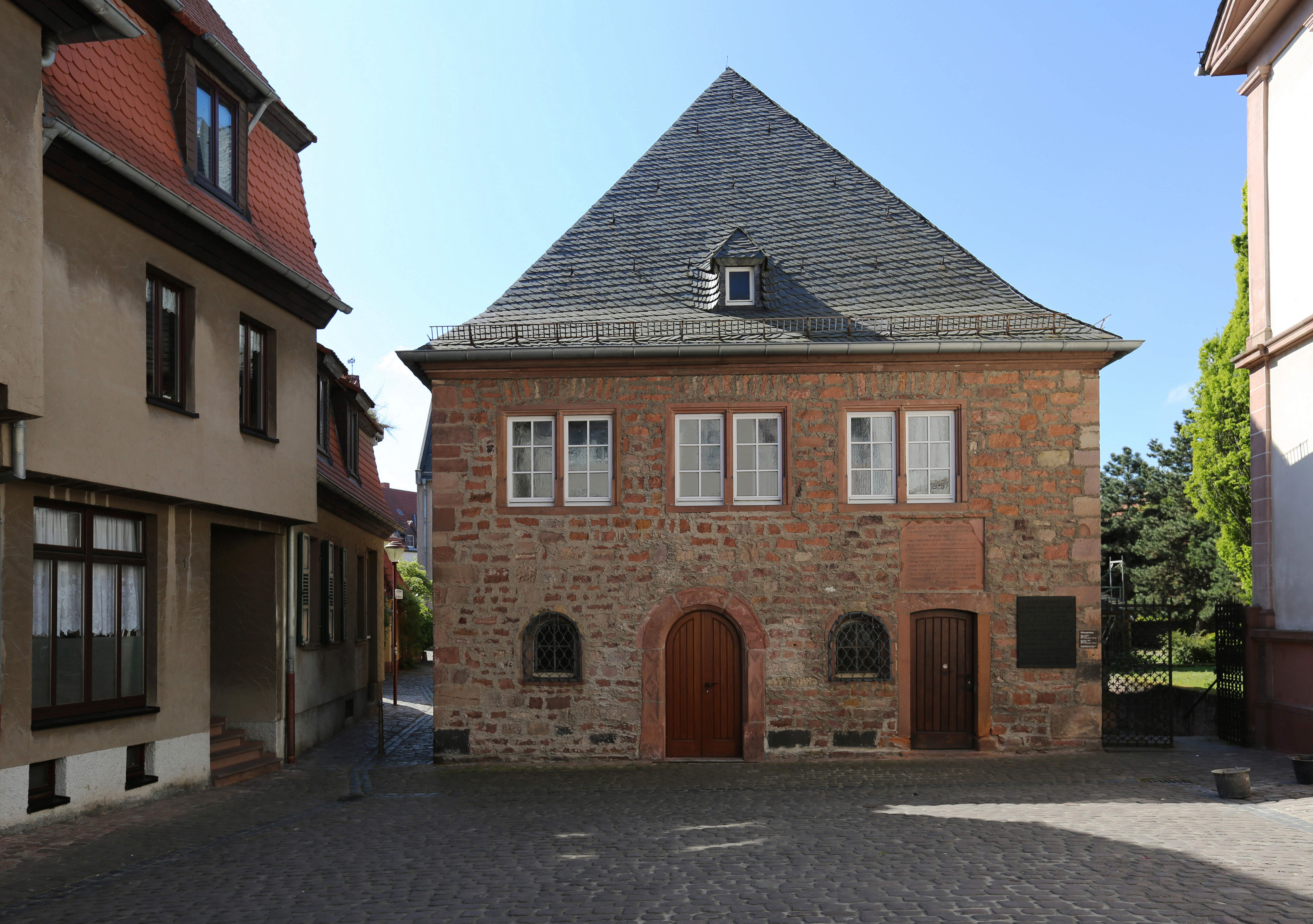
Rašiho synagoga ve Wormsu

Rašiho dílo zahrnuje komentáře k Bibli a Talmudu. Jeho komentář je i součástí některých vydání sbírky Midraš Raba.

### Biblický komentář
Raši vlastnoručně okomentoval většinu knih Tanachu, kromě části knihy Jób a knih Ezdráš, Nehemjáš a Kronik. Komentáře k těmto knihám vykazují odlišný literární styl a metodologii. Jeho komentáře pravděpodobně byly nadále upravovány a rozšiřovány jeho žáky. Rašiho komentář můžeme rozdělit do těchto typů:
- Komentář jazykově-gramatický. Raši komentuje slova, která jsou ve zvláštní podobě (podle biblistů jsou to často důsledky překlepů a chyb v textu), komentuje a vykládá význam slov, která se v textu vyskytují pouze zřídka nebo jsou v kontextu, ve kterém nedávají dobrý smysl nebo na příkladech z jiných částí Bible ukazuje, jak by mělo být dané slovo chápáno. Tato část je většinou Rašiho původní dílo, často si vypomáhá příklady ze středověké francouzštiny. Pro tyto účely používá také aramejské výrazy z Targumu Onkelos.
- Raši používá Talmud, aby vysvětlil některé halachické obtíže vyplývající z obtížných formulací Písma.
- Raši cituje midraše vztahující se k textu. Tento způsob komentáře tvoří většinu jeho biblického komentátorského díla.

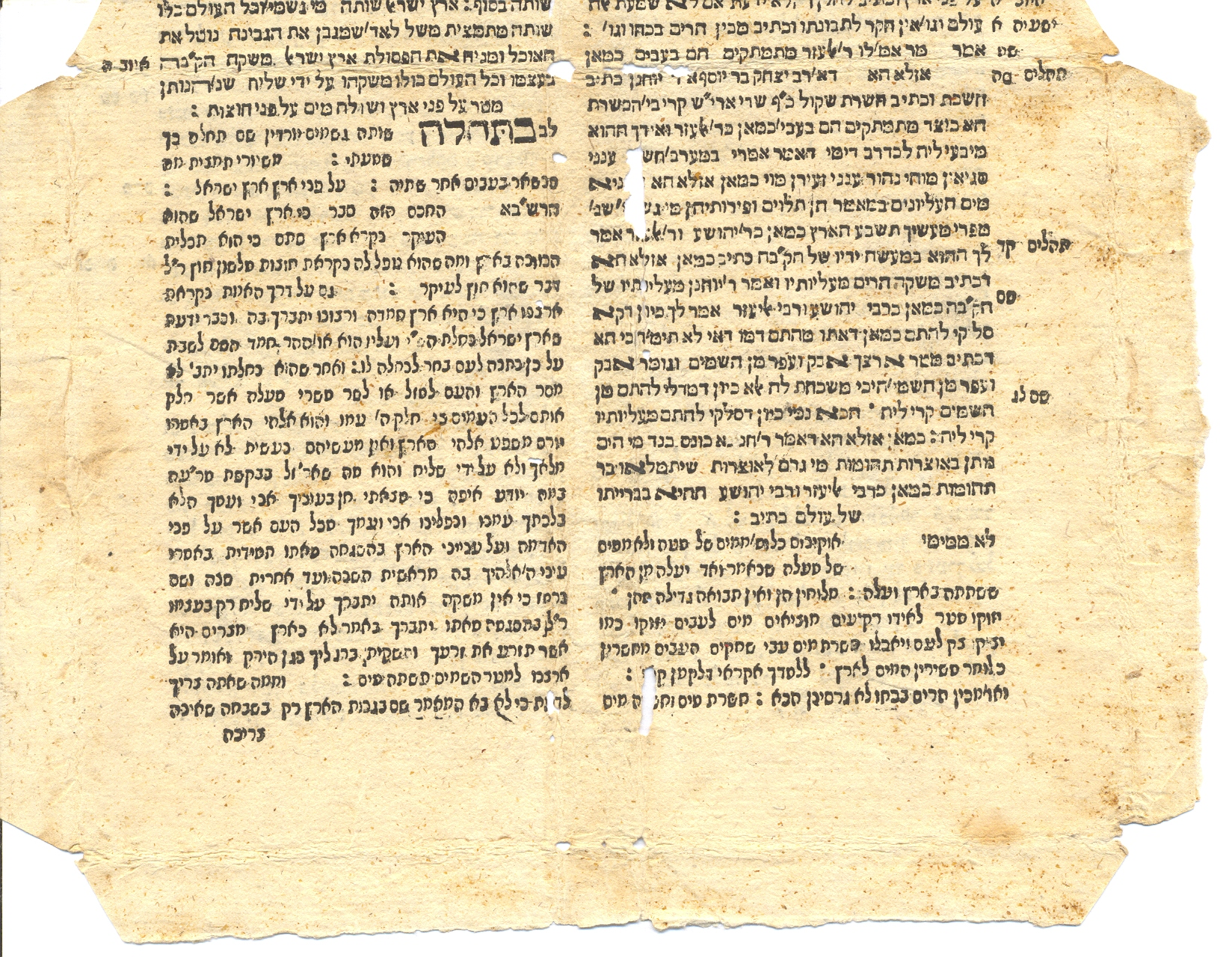
Raný výtisk Talmudu (Ta'anit 9b); Rašiho komentář je v dolní části pravého sloupce a pokračuje několik řádků do levého sloupce

Raši často druhy výkladů kombinuje a nezřídka připojuje vlastní názor a pohled na výklad a někdy s nimi polemizuje. Rašiho komentář se stal nesmírně vlivným, v 15. století se stal velmi populární i v křesťanských kruzích. Jeho komentář byl několikrát přeložen do různých světových jazyků, naposledy v 90. letech 20. století.

### Komentář kBabylonskému talmudu
Dílo, které Rašimu zajistilo největší reputaci v židovském světě, je jeho dosud nepřekonaný komentář k Babylonskému talmudu. Podobně jako v případě biblického komentáře, i zde jsou traktáty, které nekomentoval sám Raši, ačkoli jsou tištěny jako součást jeho komentáře. Podle badatelů nepatří k Rašimu komentáře k traktátům Ta’anit, Nedarim, Nazir a Horajot. Komentář k traktátu Bava Batra dokončil jeho vnuk, Rašbam, komentář k Makot jeho žák Jehuda ben Natan. Jeho způsob komentování je v určitých rysech podobný jeho komentáři k Bibli a vykazuje všechny charakteristické znaky aškenázské komentátorské školy. Raši nejenže vysvětluje významy neobvyklých slov (což je v případě babylónské aramejštiny mnohem složitější úkol), ale podává i svůj halachický názor a tím formuje halachu. Talmudický komentář tak tvoří i část Rašiho halachického díla. Rašiho komentář používají i jeho následovníci (tosafisté), kteří Rašiho komentář označují jako kuntres (sešit) a v řadě případů se proti jeho komentáři vymezují.

## Zajímavosti
- Jednou z mnoha rozšířených legend je ta, že Raši byl vinař. Není vyloučeno, že se mohl zabývat obchodem s vínem, ale je zcela vyloučeno, aby víno pěstoval. V jeho době se víno na severu Francie nepěstovalo.

- Další je tzv. Rašiho písmo. Jedná se o písmo, kterým jsou tištěné Rašiho komentáře. Ve skutečnosti toto písmo Raši nikdy nepoužíval a ani nemohl. Jedná se o kurzivní severoafrické hebrejské písmo, které se začalo používat během tisku prvních vydání Biblí a Talmudu, aby byl odlišen text Rašiho komentáře od vlastního textu Písma nebo Talmudu.